# Zweifarbentamarin
Der Zweifarbentamarin (Saguinus bicolor) ist eine Primatenart aus der Gattung Saguinus in der Familie der Krallenaffen (Callitrichidae). Er wird auch Manteläffchen oder Mantelaffe genannt, wobei mit Mantelaffe auch ein afrikanischer Stummelaffe bezeichnet wird.

## Merkmale
Das Fell der Zweifarbentamarine ist an den Schultern und Armen weiß gefärbt, der übrige Körper ist braun. Der Bauch ist rötlich und die Oberseite des Schwanzes schwarz gefärbt. Auffallend ist der schwarze, unbehaarte Kopf mit den großen Ohren. Diese Tiere erreicht eine Kopfrumpflänge von 20 bis 28 Zentimetern, der Schwanz wird 33 bis 42 Zentimeter lang und das Gewicht beträgt rund 430 Gramm. Wie bei allen Krallenaffen befinden sich an den Fingern und Zehen (mit Ausnahme der Großzehe) Krallen statt Nägeln.

## Verbreitung und Lebensraum
Zweifarbentamarine  bewohnen ein kleines Gebiet im Amazonasbecken im brasilianischen Bundesstaat Amazonas. Ihr Verbreitungsgebiet liegt nördlich des Amazonas nahe der Stadt Manaus. Ihr Lebensraum sind Regenwälder, wobei sie sich häufig in dichter bewachsenen Waldrandzonen aufhalten.

## Lebensweise und Ernährung
Diese Primaten sind tagaktive Waldbewohner, die den Großteil ihres Lebens im Bäumen verbringen. Dabei halten sie sich meist in zehn bis zwölf Metern Höhe auf und bewegen sich auf allen vieren oder springend fort. Sie leben in Gruppen von drei bis zehn Tieren, die sich aus einem dominanten Weibchen, eventuell anderen Weibchen, einem oder mehreren Männchen sowie dem dazugehörigen Nachwuchs zusammensetzen.
Die Nahrung dieser Tiere besteht vorwiegend aus Früchten. Selten nehmen sie Insekten und Baumsäfte zu sich.

## Fressfeinde
Einen Fressfeind stellt die Langschwanzkatze dar, die versucht, die Zweifarbentamarine durch das Imitieren von Affenbabyrufen anzulocken.

## Fortpflanzung
Wie bei allen Tamarinen pflanzt sich nur das dominante Weibchen der Gruppe fort und paart sich mit allen Männchen der Gruppe, ein unter Säugetieren seltenes Phänomen, das als Polyandrie bezeichnet wird. Nach einer rund 140- bis 150-tägigen Tragzeit kommen meist Zwillinge zur Welt. Die Aufzucht des Nachwuchses obliegt vorwiegend den Männchen, sie tragen die Kinder herum und bringen sie dem Weibchen lediglich zum Säugen. Jungtiere werden mit rund zwei bis drei Monaten entwöhnt und mit rund eineinhalb Jahren geschlechtsreif.

## Bedrohung
Zweifarbentamarine haben ein sehr kleines Verbreitungsgebiet, das durch Waldrodungen immer weiter eingeschränkt wird. Gefährdend kommt hinzu, dass sie in ihrem Lebensraum immer mehr durch Rothandtamarine verdrängt werden. Die IUCN führt die Art als „stark gefährdet“ (endangered).